# Prosthechea madrensis
Prosthechea madrensis är en orkidéart som först beskrevs av Rudolf Schlechter, och fick sitt nu gällande namn av Karremans. Prosthechea madrensis ingår i släktet Prosthechea och familjen orkidéer. Inga underarter finns listade i Catalogue of Life.